# Arroyo Seco, Badiraguato
Arroyo Seco är en ort i Mexiko.   Den ligger i kommunen Badiraguato och delstaten Sinaloa, i den västra delen av landet, 1 100 km nordväst om huvudstaden Mexico City. Arroyo Seco ligger 1 080 meter över havet och antalet invånare är 204.
Terrängen runt Arroyo Seco är kuperad åt sydväst, men åt nordost är den bergig. Runt Arroyo Seco är det mycket glesbefolkat, med 6 invånare per kvadratkilometer. Närmaste större samhälle är Mesa del Durazno, 19,9 km öster om Arroyo Seco. I omgivningarna runt Arroyo Seco växer huvudsakligen savannskog.